# Shawn Drover
Shawn Drover (* 5. května 1966, Montreal) je kanadský bubeník, nejlépe známy z metalové skupiny Megadeth v letech 2004-2014. 
V roce 1993 založil se svým bratrem Glenem Droverem powermetalovou skupinu Eidolon ve které působil do roku 2007, protože mezitím v roce 2004 šel do kapely Megadeth. Skupinu Eidolon opustil, poté aby se mohl věnovat Megadeth.
Koncem listopadu 2014 odešel spolu s kytaristou Chrisem Broderickem z kapely Megadeth, protože se chtějí věnovat vlastním hudebním projektům a spoluzaložili metalovou skupinu Act of Defiance. Skupina se nakonec v roce 2019 rozpadla.
Shawn založil novou skupinu WITHERING SCORN znovu se svým bratrem Glenem.

## Osobní život
Shawn žije poblíž Atlanty, kde žije se svou manželkou se kterou má dceru a syna. A také vnuka, který se narodil ve stejný den na jeho narozeniny v roce 2010.
Je velkým fanouškem NFL a NHL. Jeho oblíbený fotbalový tým je Pittsburgh Steelers. Své oblíbené hokejové týmy cituje Montreal Canadiens, Toronto Maple Leafs, Tampa Bay Lightning, Pittsburgh Penguins a Calgary Flames.
Shawn je také vášnivým golfistou a každý rok se účastní několika charitativních golfových akcí.

## Vybavení
Shawn používá bicí Yamaha, činely Sabian, blány Evans a paličky Promark. Dříve používal bicí Ddrum.